# PIMEX
PIMEX är metod för arbetsmiljömätning som bygger på en kombinerad användning av video och mätdata. Namnet PIMEX kommer från orden PIcture Mix EXposure. Att göra annars osynliga arbetsmiljöfaktorer synliga, att visualisera dem, är i många sammanhang ett mycket värdefullt hjälpmedel för att effektivt minska arbetsmiljörisker. Metoden utvecklades ursprungligen i Sverige på 1980-talet av Gunnar Rosén och Ing-Marie Andersson och har sedan dess vidareutvecklats och fått en spridd användning i ett flertal länder.